# Sumilao, Bukidnon
Sumilao là một đô thị hạng 4 ở tỉnh Bukidnon, Philippines. Theo điều tra dân số năm 2000, đô thị này có dân số 17.958 người trong 3.268 hộ.

## Các đơn vị hành chính
Sumilao được chia thành 10 barangay.
- Kisolon
- Culasi
- Licoan
- Lupiagan
- Occasion
- Puntian
- San Roque
- San Vicente
- Poblacion
- Vista Villa